# Maléfique (Disney)
Pour les articles homonymes, voir Maléfique.
Maléfique  est un personnage fictif qui apparaît dans le 16e film d'animation de Walt Disney Pictures, La Belle au bois dormant (1959). Elle est une méchante fée et la « maîtresse absolue du mal » autoproclamée qui, après ne pas avoir été invitée au baptême de la princesse Aurore, jette un sort à cette dernière : « Ma volonté est telle qu'avant l'aube de ses 16 ans, elle se piquera le doigt, à la pointe d'une quenouille, et en mourra ! »
Maléfique est basé sur le personnage de la fée Carabosse du conte de fées La Belle au Bois Dormant de Charles Perrault et des Frères Grimm. Elle a été doublée par Eleanor Audley, qui a précédemment interprété Lady Trémaine, la marâtre de Cendrillon, dans le film animé éponyme de 1950. Maléfique était animée par Marc Davis.
Une révision post-moderne du personnage est apparue comme protagoniste du film Maléfique en 2014, interprété par Angelina Jolie. Elle est également une antagoniste mineure de la série animée Tous en boîte, interprétée par Lois Nettleton, et de la série de jeux vidéo Kingdom Hearts, interprétée par Susanne Blakeslee. Elle fait également partie des antagonistes de la série télévisée Once Upon a Time, interprétée par Kristin Bauer van Straten, et du téléfilm Descendants, interprété par Kristin Chenoweth.

## Histoire
Pour se venger de ne pas avoir  été invitée au baptême de la princesse Aurore, Maléfique apparaît à la fête de manière menaçante et prédit qu'avant le jour de ses seize ans, la princesse mourra en se piquant le doigt au fuseau d'un rouet. Pimprenelle, l'une des fées, parvient à limiter les conséquences en l'adoucissant : Aurore tombera dans un sommeil profond et ne se réveillera que lorsqu'elle recevra le tendre baiser d'un prince charmant. 
Pour s'assurer du succès de sa malédiction, Maléfique envoie ses émissaires pour surveiller la princesse jusqu'à ce qu'elle ait seize ans. Mais ce subterfuge ne fonctionne pas, car les trois fées-marraines ont emporté la princesse pour la cacher. Elles l'ont effectivement emmenée dans une maison isolée dans la forêt. Le roi et la reine sont ainsi résignés à l'idée de ne pas élever leur enfant, encore moins de la voir grandir. Ainsi, pendant seize années, Maléfique ignore où se trouve Aurore. La veille de la date fatidique, très contrariée par l'incompétence de ses sous-fifres, elle envoie son corbeau Diablo enquêter à leur place. Cette opération est couronnée de succès car Diablo revient avec tout ce qu'elle avait besoin de savoir : la princesse et les trois bonnes fées sont cachées sous l'apparence de paysannes dans la cabane d'un bûcheron en pleine forêt. Le soir même, elles vont se rendre au château pour qu'Aurore retrouve ses parents. Mais la Princesse est très malheureuse, car elle a rencontré un jeune homme dans la forêt dont elle est tombée amoureuse, et qu'elle ne pourra plus jamais revoir, étant donné qu'elle est promise depuis sa naissance au fils du roi Hubert, le prince Philippe.
Ainsi, Aurore, Flora, Pâquerette et Pimprenelle rentrent en catimini au château à la nuit tombante. Les trois bonnes fées laissent Aurore seule dans sa chambre et Maléfique en profite pour hypnotiser la princesse et la forcer à se piquer le doigt. La princesse tombe aussitôt dans un profond sommeil, comme prédit. Mais Maléfique n'en reste pas là : elle se rend ensuite à la cabane du bûcheron pour tendre une embuscade au jeune homme qu'avait rencontré Aurore et à qui elle avait donné rendez-vous en ce lieu. C'est ainsi qu'elle capture le prince Philippe et l'enferme dans le donjon de son domaine, la Montagne interdite.
Maléfique ne se prive pas du plaisir d'expliquer à Philippe que la jeune paysanne qu'il a rencontré n'est autre que la princesse Aurore et que lui seul a le pouvoir de la réveiller. Son intention est de maintenir le prince en captivité pendant une centaine d'années avant de le relâcher. Enfin en paix depuis seize années, la sorcière se rend sereinement dans sa chambre. Réveillée par un remue-ménage, elle ressort pour se rendre compte que son corbeau a été changé en pierre et que le prince Philippe est en train de s'échapper, secondé par les trois bonnes fées. Elle essaie de lui barrer la route mais Philippe réussit tout de même à sortir de la Montagne interdite et se dirige tout droit vers le château de la princesse Aurore.
La méchante fée prononce alors une incantation pour dresser une forêt de ronces devant le château. Le prince réussit malgré tout à se frayer un chemin, ce qui pousse Maléfique a tenter une ultime parade : elle s'interpose entre Philippe et le château et se métamorphose en un gigantesque dragon. Le combat est rude mais le prince est protégé des flammes grâce au Bouclier de Vertu qui lui ont donné les fées. Cependant, Maléfique finit par prendre le dessus, et alors qu'elle s'apprête à donner le coup de grâce, les trois bonnes fées interviennent et aident Philippe à lancer son Épée de Vérité droit dans la poitrine du dragon. Celui-ci pousse un râle et tombe en avant dans le précipice. Sa dernière action sera d'essayer de broyer le prince entre ses mâchoires mais celui-ci esquive. Au fond du précipice, le corps du dragon s'enflamme et il ne reste bientôt plus que la robe de la sorcière, ainsi que l'épée, toujours plantée en elle.

## Apparence

### Fée
- C'est une fée à la peau verte et aux yeux jaunes, vêtue d'un long habit noir doublé de violet et portant une coiffe en forme de cornes. La palette de couleur pour Maléfique est principalement constituée de noir ce qui pose un problème car le noir, au cinéma est une absence de couleur[1].
- Elle possède une longue canne magique et est toujours accompagnée d'un corbeau nommé « Diablo » (« Diaval », dans le film de 2014).

### Dragon
- Sous forme de dragon son apparence change radicalement. Elle devient une énorme bête noire et violette avec des yeux verts sans pupilles, de grandes ailes, une longue queue et des dents pointues. Elle crache des flammes vertes sous cette forme. Il a été conçu par l'animateur Ken Anderson[2].

## Personnalité
Dans le film original, Maléfique représente le mal incarné. Elle est impitoyable, sinistre et fera tout ce qu'il faut pour atteindre ses noirs desseins. En outre, elle aime faire souffrir les autres comme lorsqu'elle tourmente le Prince Phillippe après l'avoir capturé. Elle est hautaine et appelle ses alliés "mignons". À part elle-même, la seule créature a laquelle elle semble avoir de l'affection est son corbeau, Diablo puisqu'elle réagit avec horreur lorsqu'elle découvre que Diablo a été transformé en pierre. Maléfique semble également avoir une certaine instabilité émotionnelle comme lorsqu'elle découvre que ses sbires ont passé les seize dernières années à la recherche d'un bébé, et ri avant de réagir violemment envers eux.

## Pouvoirs
Maléfique est l'un des méchants les plus puissants du monde de Disney. Elle décrit ses propres compétences comme «toutes les puissances de l'enfer». Ses pouvoirs sont magiques essentiellement. Sa capacité la plus puissante est de se transformer en un énorme dragon.
En utilisant son sceptre, elle peut invoquer ses sorts, par exemple, pour l'électrokinésie, la divination et la téléportation. Pimprenelle a également laissé entendre qu'elle était capable d'invoquer des tempêtes de gel. Elle peut même lancer de puissants sorts de magie noire comme faire apparaître une forêt d'épines. Elle était également capable de voler en conjurant l'énergie de son sceptre d'une manière similaire à une galaxie ou un rotor d'hélicoptère. Elle possédait aussi un don de télépathie, comme elle l'a démontré lorsqu'elle raillait le prince Phillippe près de la fin du film (lequel?) avec la révélation que Briar Rose et la princesse Aurore étaient une seule et même personne.
Dans le film de 2014, ses capacités sont sensiblement les mêmes, excepté qu'elle possède de puissantes capacités télékinésiques, et possède la capacité de métamorphoser Diaval à sa volonté.

## Interprètes
- Voix originales : Eleanor Audley (1959), Lois Nettleton (Disney's tous en boîte), Susan Blakeslee (série Kingdom Hearts)
- Voix allemande : Gisela Reißmann
- Voix brésilienne : Heloísa Helena
- Voix danoise : Kirsten Rolffes
- Voix espagnoles latino-américaines : Rosario Muñoz Ledo (1959) et Mayra Rojas (2001)
- Voix françaises : Jeanne Dorival (1er doublage en 1959), Muse Dalbray (version audio du 45e album extrait du film paru dans la collection du Petit Ménestrel), Sylvie Genty (dans Kingdom Hearts premier du nom), Sylvie Moreau ((à ne pas confondre avec l'actrice québécoise du même nom) (2d doublage dans les années 1980 + autres apparitions))
- Voix grecques : Anna Makraki
- Voix hongroise : Timár Éva
- Voix italienne : Tina Lattanzi
- Voix israélienne : Yael Amit
- Voix japonaise : Toshiko Sawada
- Voix néerlandaise : Jasperina de Jong (1996)
- Voix polonaise : Zofia Mrozowska (1962), Ewa Smolińska (1995)
- Voix portugaise : Rita Alagão
- Voix roumaine : Cătălina Mustață
- Voix russe : Ljuba Kazarnovskaya
- Voix suédoises : Birgitta Valberg (1959), Fillie Lyckow (1980)

## Caractéristiques particulières
Maléfique est une sorcière usant de la magie noire. Eleanor Audley, qui incarne la voix de Maléfique dans la version originale du film, a également doublé la Marâtre dans Cendrillon et Madame Leota (la femme dans la boule de cristal) dans l'attraction Haunted Mansion des parcs Disney. Sylvie Moreau, qui prête sa voix à Maléfique dans la seconde version française du film, sera également la voix de Rita dans la version française d'Oliver et Compagnie (1988).
Marc Davis, responsable du personnage de Maléfique, l'a conçu « comme un vampire géant pour créer un sentiment de menace,. » Sean Griffin la décrit comme « une femme asexuée avec des vêtements couvrant l'intégralité de son corps, un visage aux traits forcés et acérés en opposition avec la rondeur et la douceur de ceux d'Aurore, soulignés par du maquillage et des ombres autour des yeux, » proche de ce qui a été fait pour la Reine dans Blanche-Neige et les Sept Nains (1937). L'une des fées-marraines décrit Maléfique « comme une personne ne connaissant rien à l'amour, à la gentillesse ou au fait d'aider les autres. » Griffin poursuit son étude de l'homosexualité chez Disney en associant le personnage à l'image de la drag queen précisant que tous ses mouvements sont dans l'exagération en sont rythmés par la mélodie très émotive du compositeur homosexuel romantique Tchaïkovski.
Pour sa forme de dragon, Eric Cleworth s'est inspiré des crotales : « les mouvements du dragon sont lents et possèdent une grâce reptilienne qui suggèrent de puissant muscles déplaçant un corps vigoureux sur un terrain rocailleux. Le long cou et la tête en forme de flèche pointent avec une fluidité serpentine,. » L'animation de Diablo, le corbeau de Maléfique et de ses sbires a été supervisée par John Lounsbery.
Quand Maléfique crée une forêt de ronces entre le prince Philippe et le château de la princesse Aurore, elle prononce l'incantation suivante :
| Version originale | Version française de 1959 | Version française de 1981 |
| --- | --- | --- |
| A forest of thorns shall be his tomb! Borne through the skies on a fog of doom! Now go with the curse, and serve me well! 'Round Stefan's Castle, CAST MY SPELL! | Qu'une forêt de ronces devienne son tombeau ! Dans un nuage de mort, qu'elle croisse, inextricable ! Assouvi ma vengeance, je la veux implacable ! Que la malédiction règne, autour du château ! | Qu'une forêt de ronces soit désormais son tombeau ! Qu'un orage se déchaîne et qu'il gronde là-haut ! Va, cours et porte par-delà l'horizon, Au château et alentours, cette malédiction ! |

## Adaptation et réutilisation
La scène où Maléfique, équipée de sa canne magique et assistée de son corbeau, se transforme en dragon, a servi de modèle pour le personnage de Jafar dans Aladdin (1992). Ce vizir possède une stature similaire mais il a une baguette-serpent, est secondé par son perroquet Iago et se change en cobra.
Maléfique est parodiée dans le film de Disney Il était une fois (2007) sous la forme de la Reine Narissa. Elles prennent, entre autres, la même pose vengeresse avec les bras écartés et se transforment en dragon.
En 2011, Maléfique fait une apparition au début et à la fin de la première saison de la série télévisée Once Upon a Time, une production ABC Studios filiale télévisée de Disney, où elle est interprétée par Kristin Bauer. Après une apparition sous forme fantomatique dans la deuxième saison, le personnage fait son retour lors de la quatrième saison de la série dans laquelle elle s'allie avec la Méchante Reine, Cruella d'Enfer et Ursula et prend plus d'importance, notamment lorsque l'on apprend l’existence de sa fille qui est liée à l’héroïne de série, Emma Swan.
Elle fait l'objet d'un film du même nom, sorti en 2014, où elle est interprétée par Angelina Jolie. Elle Fanning joue quant à elle la princesse Aurore, la Belle au bois dormant, issue du conte. Toutefois, dans ce film, Maléfique n'est pas le "méchant" qu'elle est censée être (voir résumé détaillé).
Maléfique est aussi l'un des personnages principaux du téléfilm Descendants, sorti en 2015, où elle est interprétée par Kristin Chenoweth. Le film est censé prendre place après les événements de La Belle au bois dormant et met en scène les enfants de plusieurs héros et méchants de l'univers Disney dont Mal, la fille de Maléfique interprétée par Dove Cameron et également la femme d'Hadès interprété par Cheyenne Jackson évoilé dans le 3ème film de la trilogie.

### Dans la sérieKingdom Hearts
Maléfique est présente dans Kingdom Hearts, Kingdom Hearts: Chain of Memories, Kingdom Hearts 2 et Kingdom Hearts: Birth by Sleep. Ce n'est que dans le second opus Kingdom Hearts 2 que Maléfique révèle ses véritables intentions envers Sora, Donald et Dingo. On retrouve dans Kingdom Hearts certains clins d'œil directement liés au dessin animé : Maléfique se téléporte dans un flamboiement de flammes verdâtres et noires (bien qu'elle ne prenne pas la pose aux bras écartés), son corbeau Diablo espionne les Trois Bonnes Fées pendant qu'elles se disputent sur la couleur du nouvel habit de Sora.
Lors d'un combat dans le premier Kingdom Hearts, elle est capable de se transformer en une petite boule de lumière verte (comme dans la scène du dessin animé où elle hypnotise Aurore pour qu'elle se pique le doigt) sauf qu'ici, son but est d'esquiver plus facilement les coups, d'autant plus qu'elle est invincible sous cette forme, mais impuissante. Elle est aussi capable d'invoquer des éclairs de la même manière que dans la scène du dessin animé où elle affronte le prince Philippe : elle élève sa canne magique et la fait tourner, ce qui fait apparaître un tourbillon d'éclair et de nuages au-dessus d'elle. Par ailleurs, sa transformation en dragon reprend le même effet spécial que dans le film : un rideau de flammes verdâtres qui monte, et la silhouette noire de la sorcière qui s'étire. Enfin, quand elle est vaincue sous sa forme de dragon, il ne reste plus d'elle que sa robe, exactement comme dans le film.
Quand elle ressuscite dans Kingdom Hearts 2, elle tente de s'emparer du château Disney et le hall de la Pierre Angulaire de Lumière est envahi par d'énormes ronces (ce qui rappelle la scène du film où elle utilise le même moyen pour empêcher le prince Philippe d'atteindre le château de la princesse Aurore). Sora, Donald et Dingo recroisent la route de Maléfique une première fois après la Bataille des Mille Sans-cœur, où elle sauve Sora des ténèbres, puis dans Illusiopolis, où elle combat les Simili afin que Sora puisse affronter Xemnas.